# Leptohyphes tarsos
Leptohyphes tarsos är en dagsländeart som beskrevs av Allen och Murvosh 1987. Leptohyphes tarsos ingår i släktet Leptohyphes och familjen Leptohyphidae. Inga underarter finns listade i Catalogue of Life.